# Diplocanthopoda
Diplocanthopoda is een geslacht van spinnen uit de familie springspinnen (Salticidae).

## Soorten
De volgende soorten zijn bij het geslacht ingedeeld:
- Diplocanthopoda hatamensis (Thorell, 1881)
- Diplocanthopoda marina Abraham, 1925